# Hylaeus meriti
Hylaeus meriti är en biart som beskrevs av Rayment 1935. Hylaeus meriti ingår i släktet citronbin, och familjen korttungebin. Inga underarter finns listade i Catalogue of Life.